# Parisienneboor

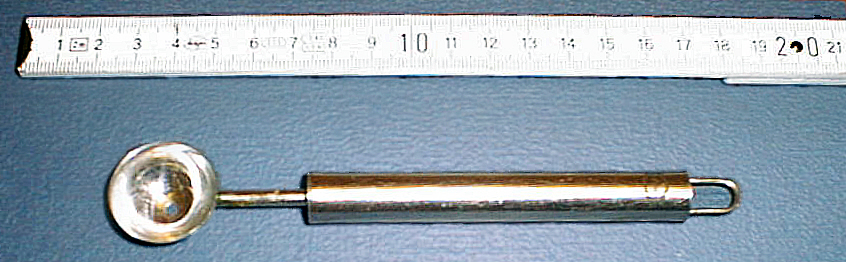
Parisienneboor

Een parisienneboor (of pomme-parisienneboor) is een bol scherp metalen schepje om ronde bolletjes uit voedsel (aardappel, meloen, boter enzovoort) te steken.
De bolletjes worden gemaakt door met de boor een draaiende en stekende beweging te maken.